# Express AM44
O Express AM44 é um satélite de comunicação geoestacionário russo construído pela ISS Reshetnev (ex NPO PM) em cooperação com a Alcatel Space. Ele está localizado na posição orbital de 11 graus de longitude oeste e é de propriedade da empresa estatal Russian Satellite Communications Company (RSCC). O satélite foi baseado na plataforma MSS-2500-GSO (MSS-767) e sua vida útil estimada é de 12 anos.

## Lançamento
O satélite foi lançado com sucesso ao espaço no dia 11 de fevereiro de 2009, por meio de um veículo Proton-M/Briz-M a partir do Cosmódromo de Baikonur, no Cazaquistão, juntamente com o satélite Express MD1. Ele tinha uma massa de lançamento de 2532 kg.

## Capacidade e cobertura
O Express AM44 é equipado com 10 transponders em banda C (40 MHz), 16 em banda Ku (54 MHz) e um em banda L (1 MHz), com características de potência melhoradas para fornecer televisão digital e serviços de rádio, acesso à Internet, transmissão de dados, vídeo-conferência, VSAT, bem como para as comunicações móveis presidenciais e governamentais. O satélite pode ser recepcionado no Oriente Médio e na maior parte da Rússia, Europa, África, Ásia e América do Sul.